# 松原浄水場
松原浄水場（まつばらじょうすいじょう）は、山形県山形市にある浄水場。山形市上下水道部が管理。

## 概要
1918年（大正7年）に馬見ヶ崎川伏流水を水源とする山形市水道事業の創設認可を得て、1923年（大正12年）5月に山形市街地への給水を開始した。その後、拡張事業の実施を行い、現在は馬見ヶ崎川上流に位置する蔵王ダムを主水源としている。山形市では見崎浄水場に次ぐ規模の浄水場である。
馬見ヶ崎川水系の上流域2カ所（蔵王ダム、不動沢）と場内伏流水から取水し、松原浄水場で浄水処理される。その後は松原、熊ノ前及び鈴川の各配水場から山形市内に自然流下方式で給水している。給水先は山形市内の東部、南部で、山形市内の約40%へ給水している。
原水利用上の問題や、施設の老朽化による耐震性の問題などから「松原浄水場新築整備事業」に着手し、2008年3月に全面改装している。

## 松原浄水場小水力発電施設
2011年3月11日に発生した東日本大震災を機に再生可能エネルギーの導入検討が行われ、山形市制施行125周年記念事業として2014年9月に松原浄水場小水力発電施設が松原浄水場に完成した。山形市の市有施設では初めてとなる小水力発電施設である。補助金を活用し、総事業費約3億3,500万円を投じて建設された。